# Слишком поздно, герой
«Слишком поздно, герой» (англ. Too Late the Hero) — американский военный фильм, о Второй мировой войне, действие которых показаны на одном из островов в Юго-Западной части Тихого океана. Фильм снят Робертом Олдричем, в главных ролях сыграли Майкл Кейн, Клифф Робертсон, Иэн Бэннен и Гарри Эндрюс.

## Сюжет
Весна 1942 года. Военная служба на одном из островов в юго-западной части Тихого океана для лейтенанта Сэма Лоусона (Клифф Робертсон) похожа на отдых на курорте. Скоро у него отпуск, и он сможет улететь на месяц в Сан-Франциско. К несчастью для себя, Лоусон в совершенстве владеет японским языком, что делает его идеальным кандидатом для участия в совместной американо-британской военной операции. Подобные планы начальства идут вразрез с его личными меркантильными интересами, но у него нет выхода — за неподчинение приказу полагается трибунал.
Так что вместо долгожданного отпуска Лоусон попадает на английскую военную базу на одном из островов архипелага Новые Гебриды. Здесь он знакомится с капитаном Хорнсби (Денхолм Эллиотт), который будет командовать миссией, и участвующими в операции английскими солдатами, среди которых неуёмным характером и неформальным лидерством среди солдат выделяется рядовой, кокни по происхождению, Тош Хёрн (Майкл Кейн) — в своем циничном отношении к войне Хёрн может соперничать даже с Лоусоном.
Вскоре Лоусон, Хёрн, Хорнсби и остальные солдаты узнают, что им предстоит отправиться в японскую часть острова, в глубокий тыл противника, чтобы вывести из строя радиостанцию на японском наблюдательном пункте, перед этим передав на японскую авиабазу ложные данные об американском морском конвое.

## В ролях
- Майкл Кейн — рядовой Тош Хёрн
- Клифф Робертсон — лейтенант Сэм Лоусон
- Иэн Бэннен — рядовой Джок Торнтон
- Гарри Эндрюс — полковник Томпсон
- Денхолм Эллиотт — капитан Хорнсби

## Факты
- Съемки фильма начались 15 января 1969 года и закончились 27 июня 1969 года. Места съемок — Австрия, Лос-Анджелесский ботанический сад, база ВМФ США на Филиппинах.
- Хотя действие картины происходит во время Второй Мировой войны, в ней не сложно увидеть аллегорию с военным конфликтом во Вьетнаме, происходящим как раз во время съемок фильма.
- Взлётная полоса для японских самолётов, которую обнаруживает группа английских солдат, была построена специально для фильма.
- Одна из компаний в Токио, которая специализирующаяся на пошиве военной одежды, сделала специально для фильма 400 комплектов японской униформы времён Второй Мировой.
- Во время натуральных съемок в джунглях на Филиппинах, Майкл Кейн всегда безошибочно ориентировался на местности. Однако, когда съёмки проходили в калифорнийском ботаническом саду в Лос-Анджелесе, в первый же день съёмок Майкл умудрился заблудиться.
- Когда Клифф Робертсон во время съемок появился на базе ВМФ США, одетый в мундир офицера американской армии, его приняли за офицера из состава охраны базы.
- Однажды ночью, во время съёмок на Филиппинах, неизвестные злоумышленники похитили британский флаг, видимо, на сувениры. Пришлось специально посылать самолёт в Гонконг за новым флагом.